# Міклюшовиці
Миклюшовиці (пол. Mikluszowice) — село в Польщі, у гміні Дрвіня Бохенського повіту Малопольського воєводства.
Населення — 868 осіб (2011).
У 1975-1998 роках село належало до Краківського воєводства.

## Демографія
Демографічна структура станом на 31 березня 2011 року:
|          | Загалом | Допрацездатний вік | Працездатний вік | Постпрацездатний вік |
| -------- | ------- | ------------------ | ---------------- | -------------------- |
| Чоловіки | 432     | 89                 | 303              | 40                   |
| Жінки    | 436     | 94                 | 262              | 80                   |
| Разом    | 868     | 183                | 565              | 120                  |